# Sint-Barbarabeeld (Treebeek)
Het Sint-Barbarabeeld is een standbeeld in de wijk Treebeek in de Nederlandse gemeente Brunssum. Het beeld staat bij Schildstraat 44 tegen de Sint-Barbarakerk.
Het beeld is opgedragen aan de heilige Barbara van Nicomedië, de beschermheilige van mijnwerkers.

## Geschiedenis
Met de ontginning van de steenkolenlagen van het Zuid-Limburgs steenkoolbekken werden er van heide en ver mensen aangetrokken om te werken in de steenkolenmijnen. Om deze mensen te huisvesten werden er diverse koloniën gesticht, waaronder de mijnwerkerskolonie Treebeek.
In 1927 werd bij het gezellenhuis Merkelbeek het standbeeld opgericht naar het ontwerp van beeldhouwer Jean Weerts. Door de tijd heen stond het ook bij het Concordiagebouw en bij Publieke Werken.

## Standbeeld
Het standbeeld staat op een bakstenen sokkel tegen de rechter zijmuur van de kerk. Het beeld is uitgevoerd in kalkzandsteen en heeft op de voet van het beeld de tekst H.Barbara aangebracht. Het standbeeld toont de heilige waarbij ze in haar rechterhand een toren vasthoudt (waarin ze volgende overlevering was opgesloten) en met haar linkerhand slaat ze haar mantel rond een koempel die neergeknield is bij haar voeten.